# نينا ستويانوفيتش
نينا ستويانوفيتش (بالصربية: Нина Стојановић)‏ مواليد 30 يوليو 1996 في بلغراد، صربيا والجبل الأسود، هي لاعبة كرة مضرب صربية وتحتل حالياً المرتبة 369 (21 مارس 2016) في تصنيف رابطة محترفات كرة المضرب. أعلى تصنيف لها في الفردي كان 274. أعلى تصنيف لها في الزوجي كان 197.

## النهائيات

### الفردي (3–5)
| الحصيلة | الرقم | التاريخ        | الدورة              | الأرضية | المنافس             | النتيجة                 |
| ------- | ----- | -------------- | ------------------- | ------- | ------------------- | ----------------------- |
| الفوز   | 1.    | 28 أبريل 2014  | شرم الشيخ، مصر      | صلبة    | كاتي بولتر          | 3–6, 6–4, 6–3           |
| الوصافة | 1.    | 12 مايو 2014   | شرم الشيخ، مصر      | صلبة    | بولينا ليكينا       | 2–6, 6–2, 2–6           |
| الوصافة | 2.    | 17 نوفمبر 2014 | شرم الشيخ، مصر      | صلبة    | فوجسلافا لوكيتش     | 6–7(5–7), 7–6(7–3), 3–6 |
| الفوز   | 2.    | 24 نوفمبر 2014 | شرم الشيخ، مصر      | صلبة    | اناستازيا بريبيلوفا | 7–6(11–9), 6–3          |
| الفوز   | 3.    | 15 ديسمبر 2014 | نافي مومباي، الهند  | صلبة    | ناتيلا دزالاميدز    | 3–6, 6–1, 6–4           |
| الوصافة | 3.    | 16 فبراير 2015 | كويرنافاكا، المكسيك | صلبة    | مارسيلا زكرياس      | 3–6, 2–6                |
| الوصافة | 4.    | 31 أغسطس 2015  | أنطاليا، تركيا      | صلبة    | لو برولو            | 1–6, 1–6                |
| الوصافة | 5.    | 15 فبراير 2016 | نيودلهي، الهند      | صلبة    | سابينا شاريبوفا     | 6–3, 2–6, 4–6           |

## روابط خارجية
- نينا ستويانوفيتش على موقع رابطة محترفات التنس (الإنجليزية)
- نينا ستويانوفيتش على موقع الاتحاد الدولي لكرة المضرب (الإنجليزية)
- نينا ستويانوفيتش على موقع كأس بيلي جين كينغ (الإنجليزية)
- نينا ستويانوفيتش على موقع خلاصة التنس.كوم (الإنجليزية)
- نينا ستويانوفيتش على موقع أوليمبيديا (الإنجليزية)